# Elasmus phyllocnistoides
Elasmus phyllocnistoides is een vliesvleugelig insect uit de familie Eulophidae. De wetenschappelijke naam is voor het eerst geldig gepubliceerd in 2006 door Dies, Torrens & Fidalgo.